# Кім Се Рон
Кім Се Рон (кор.: хангиль: 김새론; 31 липня 2000, Сеул, Південна Корея — 16 лютого 2025, там же) — південнокорейська акторка, яка розпочала кар'єру у дев'ять років, і стала популярною дитячою зіркою завдяки фільмам «Цілком нове життя» (2009) та «Людина з нізвідки» (2010). Також знімалася у телевізійних серіалах, зокрема «Послухай моє серце» (2011), «Клас королеви» (2013) та «Привіт! Школа-Кохання триває» (2014). Зіграла першу дорослу головну роль у телевізійній дорамі «Таємний цілитель» (2016).

## Біографія

### Ранні роки
Народилася 31 липня 2000 року в Сеулі, Південна Корея, в сім'ї дизайнера інтер'єрів — Чон Со Ен та власника кондитерських виробів — Кім Ен Уна. Має двох молодших сестер Кім А Рон та Кім Е Рон. Навчалася у початковій школі Міян у Сеулі, 2016 року закінчила школу в Ільсані. Навчалася у сеульській школі сценічних мистецтв. Здобувши повну середню освіту, 2018 року вступила до університету Чунан на відділення сценічних мистецтв та кіно.

### Початок кар'єри

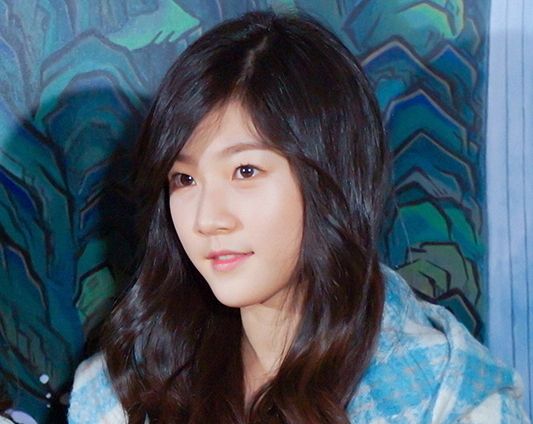
Серон у лютому 2014 року.

З 2001 року працювала моделлю. Дебютувала у кіно у стрічці 2009 року «Абсолютно нове життя», знятою франко-корейською режисеркою Оуні Леконт і частково основаною на її житті. Кім зіграла головну героїню, дев'ятирічну дівчинку Джин Хі, яку батько покинув у сиротинці після того, як знову одружився, а пізніше її удочерила французька пара. Кім була присутня на Каннському кінофестивалі, коли фільм демонструвався на спеціальному показі, ставши наймолодшою акторкою, запрошеною на фестиваль.
Потім знялася разом з Вон Біном у фільмі «Людина з нізвідки», який 2010 року став найкасовішим фільмом у Південній Кореї. Вона зіграла Чон Со Мі, дочку наркомана, викрадену організованим злочинним угрупованням. Під час фільмування їй дозволялося дивитися лише власні сцени на моніторі. Серон здобула кілька нагород за свої перші дві ролі, зокрема нагороду як найкраща нова акторка на 8-ій премії "Korean Film Awards, " ставши на той момент наймолодшою акторкою в історії кінопремії.
2011 року знялася в іншому кримінальному фільмі «Я — тато», зігравши дочку Кім Син У. Свою першу телевізійну роль отримала в серіалі «Послухай моє серце», зігравши молодшу версію персонажа Хван Чжон Има. З'явилася у перших чотирьох епізодах, і її виступ високо оцінили телевізійні критики. Її наступна роль була у фільмі «Барбі» разом з сестрою А-Рон. Фільм присвячений міжнародному усиновленню і став першим корейським фільмом, що отримав приз за найкращий фільм на Міжнародному кінофестивалі Джиффоні 2012 року. Потім отримала подвійну роль у трилері «Сусід», у якому зіграла жертву вбивства і наступну мету серійного вбивці. 2013 року зіграла студентку в телевізійній дорамі «Клас королеви», яка принесла їй нагороду «Найкраща молода акторка» на «MBC Drama Awards 2013» (спільно з трьома іншими акторами).
В інтерв'ю 2014 року менеджер Серон сказав, що у неї «відмінний смак до хороших сценаріїв, що дозволило їй вибирати проєкти у дуже юному віці». Кім також заявила, що в неї ніколи не було труднощів із прийняттям складних ролей і вона могла повільно занурюватися в персонажів. Її перша роль цього року була у документально-драматичному фільмі «Маньшин: Десять тисяч парфумів», у якому вона зіграла підліткову версію шаманки Кім Гим Хва.
Потім зіграла жертву знущань і домашнього насильства у фільмі «Дівчинка біля моїх дверей». Вона погодилася на роль, тому що їй сподобався сценарій, її привабив персонаж. Кім відвідала Каннський кінофестиваль вдруге, коли там відбулася прем'єра фільму як офіційний відбір «Un Certain Regard». Критики високо оцінили її гру — «Вараєті» назвав її «чарівною», а «Twitch Film» відзначили, що вона показала більше емоцій і глибини в порівнянні з її попередніми ролями. Її номінували на безліч нагород, вигравши найкращу нову жіночу роль на 35-й кінопремії «Блакитний дракон» 2014 року у категорії «Найкраща нова акторка». Також 2014 року знялася у підлітковому фентезійно-романтичному телесеріалі «Привіт! Школа-Кохання триває» в ролі ангела, який стає людиною, і в трилері «Люк», де грає дівчинку, яка слабо чує, викрадену серійним вбивцею.

### 2015—2025: Визнання та перехід на провідні ролі

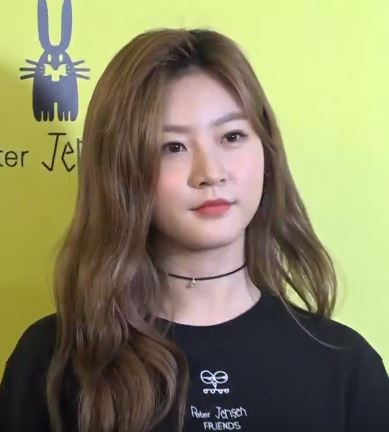
Серон у квітні 2018 року.

2015 року зіграла головну роль у спеціальній дорамі «Снігова дорога». Двосерійний драматичний серіал розповідає про «жінок для втіх» у Кореї під японським правлінням у роки Другої світової війни, а пізніше показаний у кінотеатрах. Гра Кім у ролі 15-річної дівчини для втіх була високо оцінена як критиками, так і глядачами, і вона отримала нагороди за найкращу жіночу роль в іноземному фільмі на кінофестивалях «Золотий півень» і «Сто квітів». Потім зіграла головну героїню в телесеріалі «Далі буде» і молодшу версію персонажа Чхве Кан Хі в «Гламурній спокусі». Отримала першу дорослу роль у телевізійному драматичному серіалі 2016 року «Таємний цілитель», зігравши прокляту принцесу епохи Чосон. У її персонажа вигаданий роман з Хо Чжуном, якого грає Юн Сі Юн, який старший за Серон на 14 років.
2016 року знялася в дарамі «Дзеркало відьми». Також була ведучою музичного шоу «Music Core». Того ж року отримала «Премію корейської драми» у категорії «Найкраща нова акторка». У листопаді підписала контракт із YG Entertainment.
2018 року знялася у трилері «Сільські жителі». 2019 року з'явилася в четвертому сезоні кампусної вебдорами «Любовний плейлист». Того ж року знялася в трилері «Важелі тиску», основаному на однойменному американському серіалі.
У листопаді 2019 року повідомлялося, що контракт Серон з YG Entertainment закінчився, і вона залишає компанію. У січні 2020 року підписала контракт з Gold Medalist разом з акторами Кімом Сухьоном і Со Є Чі.
У травні 2021 року її затвердили на головну жіночу роль у майбутньому 12-серійному вебсеріалі «Шаманка Га Ду Шим», у якому Нам Да Рум виконав головну чоловічу роль.
У квітні 2022 року отримала роль у драмі SBS «Візок». Однак у травні залишила проєкт після того, як розбила свій автомобіль і згодом проти неї висунули звинувачення у водінні у нетверезому стані.
У грудні вирішила не продовжувати контракт з Gold Medalist.

## Особисте життя

### Скандал з водінням у нетверезому стані
У травні 2022 року керувала автомобілем нетверезою в Каннаму, Сеул, близько 8:00 ранку, врізалася в кілька конструкцій, зокрема трансформатори, огорожі та вуличні дерева. Внаслідок аварії трансформатор вийшов з ладу, й електропостачання припинилося приблизно на 3 години у 57 місцях, зокрема у прилеглих магазинах, що завдало шкоди торговцям. Наступного дня її агентство опублікувало заяву, в якій йшлося про те, що «Кім Серон наразі глибоко розмірковує про свої дії. Збитки, заподіяні аварією, відшкодовуються максимально можливою мірою. Я зроблю все можливе, щоби взяти на себе відповідальність до кінця».
Після серії подібних звинувачень Кім Серон опублікувала написані від руки вибачення у своєму акаунті Instagram 19 травня. Вона заявила:
|  | «Вітаю! Це Кім Серон. По-перше, перепрошую за те, що публікую свою заяву так пізно, тому що розбиралася зі справами, що стосуються аварії та відшкодування збитків. Вчора, 18 травня, о 8-й ранку я влаштувала аварію, пошкодивши громадську власність у Каннамі. Я була в нетверезому стані і зробила велику помилку. Своїми неправильними діями я завдала незручностей багатьом людям, включаючи продавців з прилеглих магазинів, жителів міста і тим, хто працює над відновленням [пошкоджень]. Хоча мені потрібно було діяти обачніше і з більшою відповідальністю, я не зробила цього. Я щиро перепрошую. Наразі я працюю зі своїм агентством над усуненням збитків, завданих аварією, і я зроблю все можливе, щоб врегулювати цю проблему до кінця, беручи активну участь. Крім того, я ґречно вибачаюсь перед продюсерами, моїми колегами-акторами та співробітниками за те, що перешкоджаю виробництву проєкту, який зараз знімається, а також проєкту, який перебуває на стадії підготовки. Я ще раз глибоко перепрошую. Прошу вибачення за завдані незручності. Я не маю виправдань цієї події, і мені дуже соромно. Я розчарована у собі через помилку, яку зробила. Я буду глибоко міркувати, знову і знову, щоб подібне ніколи більше не повторилося. Я прошу вибачення». |

Пізніше стало відомо, що вона залишила телесеріал «Тролейбус». 4 листопада повідомлялося, що всі гроші, які Кім Серон накопичила за час своєї діяльності, були витрачені на компенсацію у процесі врегулювання шкоди, і вона працювала неповний робочий день. Пізніше її агентство підтвердило, що Кім Серон підробляла неповний робочий день, тому що перебувала у скрутному фінансовому становищі.

### Смерть
16 лютого 2025 року, близько 17:00 того ж дня, до поліційної дільниці Сеула Сондон надійшло повідомлення про смерть Кім Серон.

## Вибіркова фільмографія
| Рік  |   | Українська назва          | Оригінальна назва | Роль                 |
| ---- | - | ------------------------- | ----------------- | -------------------- |
| 2009 | ф | Цілком нове життя         | 여행자            | Чинхі                |
| 2010 | ф | Людина з нізвідки         | 아저씨            | Сомі                 |
| 2012 | с | Король моди               | 패션왕            | Лі Гайон у дитинстві |
| 2014 | ф | Старша школа: Час кохати  | 하이스쿨: 러브온  | Лі Сельбі            |
| 2014 | ф | Дівчинка біля моїх дверей | 도희야            | Сун Дохі             |
| 2016 | с | Дзеркало відьми           | 마녀보감          | принцеса             |
| 2017 | ф | Сніжна дорога             | 눈길              |                      |
| 2018 | ф | Сільські жителі           | 곰탱이            | Кан Йоджин           |